# I Puffi (videogioco 1994)
I Puffi (The Smurfs), è un videogioco a piattaforme sviluppato dalla Bit Managers e pubblicato dalla Infogrames nel 1994 per varie console ed home computer, ed ispirato al fumetto I Puffi. Una versione per Game Boy Advance fu inoltre pubblicata nel 2002 con il titolo Revenge of The Smurfs. Il gioco fu uno dei primi ad essere reso disponibile in più di una lingua. La versione PAL specificatamente poteva essere giocata in inglese, francese, spagnolo, tedesco ed italiano.